# Seznam postav seriálu Červený trpaslík
Seznam postav vyskytujících se v britském sci-fi seriálu Červený trpaslík.

## Hlavní postavy

### Arnold Rimmer
Arnold Jidáš Rimmer je zbabělý, bezpáteřný, nudný, hnidopišský, puntičkářský druhý technik a mechanik automatů na kuřecí polévku. Zároveň je nadřízeným Davida Listera - pouze formálně, neboť ten jeho autoritu neuznává. V době výbuchu tepelného štítu, který měl opravit, mu bylo 30 let. Po explozi a probuzení Listera ze stáze jej palubní počítač Holly vzkřísí do hologramové podoby, aby dělal Listerovi společnost na vylidněné těžařské lodi. Rimmer je absolutní břídil trpící neurózami a napoleonským komplexem. Není schopen se postavit čemukoliv, vždy před každým problémem zbaběle uteče. Je posedlý touhou stát se důstojníkem, nicméně neustále propadá u důstojnických zkoušek. Ve svých pokusech selhává, dokáže však ale i převzít hrdinskou roli Eso Rimmera, Rimmerova jiného já z alternativní dimenze, které je považováno téměř za superhrdinu, a vydává se do vesmíru zachraňovat světy.
Arnold Rimmer vystupuje ve většině dílů jako hologram, což znamená, že byla po jeho smrti obnovena jeho osobnost v počítačové projekci, kterou generuje palubní počítač Holly (může však vyvolat pouze jeden hologram současně, z čehož plynou občasné neshody mezi Rimmerem a Listerem, který touží po obnovení Kochanské - a v určitých chvílích kohokoli jiného než Rimmera). Rimmer je nehmotný, nemůže se ničeho dotýkat a věci jím prostupují (může se např. schovat do stolu - v epizodě „Škvíra ve stázi“). Jedinou fyzickou součástkou je tzv. „světelná včelka“ (jiným názvem „holosrdce“), která je viditelná, když je hologram vypnutý. Po setkání s entitou jménem Legie, která Rimmerovi upraví světelnou včelku z měkkého světla na tvrdé, se Arnold dočká nových možností, po upgradu získá zpět dříve ztracené smysly hmat a chuť.
V 8. sérii je Rimmer živým člověkem, neboť byl obnoven spolu s kompletní posádkou Červeného trpaslíka mikroskopickými roboty - nanoboty.
Postavu ztvárnil herec Chris Barrie, česky ji daboval Kamil Halbich.

### Dave Lister
Třetí technik (nejnižší hodnost na lodi) David „Dave“ Lister je po nehodě s únikem radiace, kdy mu bylo 25 let, na Červeném trpaslíkovi dlouhou dobu jediným živým člověkem na palubě. Dave je svobodomyslný typ člověka a má vyvinutý cit pro spravedlnost a solidaritu. Zároveň příliš nedbá na svůj zevnějšek (typických je jeho pět dredů vzadu na hlavě). hygiena není jeho silnou stránkou. Myslí si o sobě, že umí hrát na kytaru (vlastní kytaru Gibson Les Paul s pěti strunami, z nichž tři jsou G). V mládí založil kapelu „Degen a spol.“ a složil hit, který se jmenoval Óm. Jeho hudební pokusy dráždí zbývající členy posádky. Miluje ostrá indická jídla (kari a indické placky). Nemá žádné ambice v pracovních záležitostech ani respekt k autoritám, poslušní lidé (např. Rimmer) v něm vzbuzují odpor. I proto se snaží udělat z Krytona samostatnějšího androida (nezávislejšího na vůli ostatních).
Listerovým snem je odjet na Fidži spolu se svou láskou Kristinou Kochanskou, aby tam mohl chovat ovce a krávy a křížit koně. Za zvláštní událost v jeho životě lze považovat to, že je svým vlastním otcem a jeho matkou je právě Kristina Kochanská.
Postavu ztvárnil herec Craig Charles, česky ji daboval Martin Sobotka.

### Kocour
Povrchní, sebestředný a rozmařilý tvor druhu Felis sapiens, jenž se na lodi za tři miliony let vyvinul z Frankensteina, Listerovy kočky domácí. Tento druh vytvořil na lodi Červený trpaslík vlastní civilizaci, o které je mimo jiné známo, že její zástupci do knih místo písmen píší pachem a své teritorium si označují voňavkou. Kocour je posledním žijícím zástupcem této rasy, jelikož všichni ostatní jeho druhu buď zemřeli, anebo se vydali hledat svého boha Cloistera (dle kočičí Bible byla Matka boží (Frankenstein) zachráněna Cloisterem Hlupákem (Listerem), který se nechal hibernovat, aby ji zachránil, a který se vrátí, aby kočičí lid odvedl na Fušál (Fidži) do země zaslíbené. Ač se to tedy zdá absurdní, stal se Lister pro tuto civilizaci bohem.). Prakticky jedinou starostí Kocoura je vlastní vzhled, který musí být vždy dokonalý. Nejvíce času tedy stráví paráděním se a obhlížením se v zrcadle. I jeho vnitřní orgány, včetně stěn žaludku, jsou barevně sladěny a má „rytmičtější“ tep. Kocour nerad pracuje, během dne potřebuje často odpočívat a spát.
Postavu ztvárnil herec Danny John Jules, česky ji daboval Miroslav Vladyka.

### Holly
Holly je palubní počítač Červeného trpaslíka, jenž má IQ 6000. Přeživší posádka jej ale podezřívá z rapidního úbytku inteligenčního kvocientu (Holly byl po 3 000 000 let sám - nepočítaje vývoj kočičí rasy - než mohl pustit Listera ze stáze) a počítačové senility. Ačkoliv si tento zmatkářský počítač velmi často neví rady, nakonec vždy najde řešení problémů, na které posádka lodi narazí. Nejdřív má podobu asi padesátiletého plešatého muže, kterou si vybral z milionu různých možností. Po návštěvě paralelního vesmíru v poslední šesté epizodě druhé série „Paralelní vesmír“ se bláznivě zamiluje do jiného lodního počítače, Hilly. Ovlivněn tímto milostným vzplanutím na sobě Holly provede změnu pohlaví a v první epizodě třetí série „Pozpátku“ se z něj stane 35letá žena s dlouhými blonďatými vlasy.
Mužskou verzi Hollyho ztvárnil herec Norman Lovett, ženskou Hattie Hayridgeová (český dabing Miroslav Táborský, respektive Veronika Žilková).

### Kryton
Sanitární android série 4000m který byl vyroben společností Divadroid (celým jménem Kryton 2X4B-523P). Lister s Rimmerem a Kocourem ho zachrání z havarované kosmické lodi Nova 5, jejíž posádku Kryton nedopatřením zabil. Má hranatou hlavu i celé tělo. Je primárně naprogramován k obsluze, na palubě lodi oslovuje všechny „pane“ a jeho největší zálibou je žehlení a praní prádla. Krytonův největší sen je stát se člověkem. Postupem času (a především díky působení Davea Listera) svůj program dokáže ovládat a stává se více „lidským“, vládne posléze pestrou paletou lidských emocí a nedokonalostí (např. se naučí lhát). Kryton jistou dobu nemá příliš v lásce Kristinu Kochanskou, neboť si myslí, že jej Dave Lister kvůli ní opustí. Občas cituje přesné znění direktiv vesmírného sboru, většinou jako reakci na Rimmerovy vlastní citace a interpretace. Jako všichni androidi a stroje věří v křemíkové nebe.
Kryton se poprvé objevuje ve stejnojmenné epizodě (1. díl 2. řady), kde ho hrál David Ross. Od třetí série postavu ztvárnil herec Robert Llewellyn, česky ji daboval Zdeněk Dušek.

### Kristina Kochanská
Kristina Kochanská je 25letá důstojnice-navigátor na palubě Červeného trpaslíka. Než ji zabila unikající radiace, chodila krátce s Davidem Listerem. Zamilovaný Lister se s rozchodem nesmířil a stále o ní sní. Poté, co posádka objeví alternativní realitu, v níž Kochanská přežila (a hologramem je naopak Lister), stane se Kristina její součástí. Kristina je chytrá, vzdělaná a vyzná se v sýrech (nejraději má kozí sýr s kousky ananasu).
Postavu ztvárnily herečky Clare Groganová (série 1, 2, 6) a Chloë Annettová (série 7, 8, 9).

## Alter ega hlavních postav

### Duane Dibbley
Duane Dibbley je alter ego Kocoura, hraje jej Danny John-Jules se směšným účesem a velkým předkusem. Poprvé se objevil v šesté epizodě páté série „Návrat do reality“ jako součást skupinové halucinace způsobené olihní beznaděje. Poté vystupuje ve čtvrté epizodě šesté série „Polymorf II - Emocuc“, kdy z Kocoura vysaje Emocuc jeho šarm a ten se přemění v Dibbleyho. V třídílné epizodě osmé série „Zpátky v Červeném“ Kocour, Kochanská a Lister použijí mopy jako nepravé vlasy a nasadí si falešné zuby, aby tak sehráli nerdy - programátory na způsob Duana Dibbleyho a zmátli ostrahu vedenou Thorntonem, která po nich pátrá.
Postava Duana Dibbleyho se stala velmi populární, i když se vyskytovala v seriálu jen zřídka. Danny John-Jules k tomu říká: „Nikdo předtím nenapsal roli pro nerda tmavé pleti.“

### Hilly
Hilly je palubní počítač Červeného trpaslíka v paralelním vesmíru. Holly se s ní setká, když potřebuje opravit svůj interdimenzionální stroj „Holly-hop“, a zamiluje se do ní. Na monitorech se ukazuje jako blondýnka.
Postavu ztvárnila Hattie Hayridgeová.

### Debbie Listerová
Debbie Listerová je alternativní verze Davida Listera z paralelního vesmíru. Téměř ničím se od Davida neliší, nosí dredy, vypít několik silných ležáků v krátké době jí nedělá problém a stejně jako Lister miluje ostrá indická jídla. S Listerem si v baru zasoutěží v pití piva a když David trochu švindluje, vyprskne na něj pivo z úst. Debbie s Listerem stráví noc spolu a protože se nacházejí v paralelní dimenzi, je to Lister, komu hrozí těhotenství.
Postavu ztvárnila herečka Angela Bruce, objevuje se pouze v závěrečné epizodě 2. série „Paralelní vesmír“.

### Pes
Pes je alternativní verze Kocoura z paralelního vesmíru. Jeho původ je zřejmě podobný tomu Kocourovému kromě toho, že Debbie Listerová (alternativní verze Davida Listera) přinesla na palubu Červeného trpaslíka psa pojmenovaného Dracula, z něhož se vyvinula psí rasa (Dave Lister v jeho vesmíru propašoval na těžařskou loď kočku Frankensteina, která dala vzniknout rase kočičích lidí). Pes má blechy a své určité charakteristiky, nerad se koupe atd.
Postavu ztvárnil herec Matthew Devitt, objevuje se pouze v závěrečné epizodě 2. série „Paralelní vesmír“.

### Queeg 500
Queeg 500 je „záložní“ počítač Červeného trpaslíka, který o hlavním počítači Hollym prohlašuje, že nemá IQ 6000, nýbrž pouze 6 a že své informace čerpá z dětské encyklopedie vesmíru. Degraduje Hollyho na nočního hlídače a převezme kosmickou loď. Brzy poté udělá členům posádky ze života na lodi peklo, Rimmer musí dlouho běhat po chodbách lodi, Kocour a Lister jsou nuceni pracovat za příděly jídla. Apelují na Hollyho, aby s Queegem něco udělal. Holly vyzve Queega na partii šachů - kdo prohraje, bude vymazán. Holly prohraje a k zármutku posádky mizí z obrazovky. Pak se opět objeví a sdělí překvapeným kamarádům, že po celou dobu byl Queegem on. Celou záležitost zinscenoval, aby je donutil k respektu ke své osobě, neboť si jej přestávali vážit a posmívali se jeho „počítačové senilitě“. 
Queeg 500 je odkazem na důstojníka Námořnictva Spojených států amerických Philipa Francise Queega, fiktivní postavy z románu Hermana Wouka Vzpoura na Caine (zfilmován v roce 1954). Philip Francis Queeg i Queeg 500 z Červeného trpaslíka mají sklony k excentrickému chování, oba vyznávají nekompromisní až represivní způsob velení a nemají daleko k nevyprovokovaným výbuchům zlosti.
Postavu Queega 500 ztvárnil herec Charles Augins, objevuje se v páté epizodě druhé série „Queeg“.

### Eso Rimmer
Eso Rimmer (kapitán Arnold J. Rimmer) je alter ego Arnolda Rimmera, postavu hraje stejný herec Chris Barrie. Poprvé se objevuje v páté epizodě čtvrté série Jiná dimenze a je přesným opakem Arnolda Rimmera - Eso Rimmer je úspěšný, obdivovaný, hrdinný a světaznalý muž. Přichází z paralelního vesmíru, v němž Rimmer a Lister žijí spokojené životy a jsou dobrými přáteli. Ze stejného vesmíru pocházejí další postavy: Šroub (alter ego Listera), kaplan Vesmírných sborů (hraje jej představitel Kocoura Danny John Jules), recepční Mellie (hraje ji představitelka ženské verze Hollyho Hattie Hayridgeová) a admirál sir James Tranter, velitel operace, kterého Eso Rimmer nazývá „Bongo“ (postavu hraje představitel Krytona Robert Llewellyn).
Životy obou Rimmerů se rozdělily ve věku 7 let, kdy jeden z nich opakoval školní ročník, zatímco druhý taktak prošel do dalšího. Tím, který si musel třídu zopakovat byl Eso Rimmer a tato lekce zásadně změnila jeho život. Aby nemusel znovu zažít takovou hanbu a ponížení, začal na sobě tvrdě dřít a vypracoval se až na všemi obdivovaného důstojníka Vesmírných sborů, zatímco Arnold Rimmer trávil čas vymýšlením omluv svých častých chyb.
Eso Rimmer cestuje mezi planetami (později mezi vesmíry) oděn do zlatavého obleku a hrdinskými činy zachraňuje lidské životy. Původně byl zkušebním pilotem Vesmírných sborů. Na rozdíl od Rimmera, jenž touží stát se důstojníkem a vyhřívat se na výsluní slávy, Eso Rimmer důstojníkem skutečně je, avšak o prokazované pocty, které se mu dostávají ze všech stran, příliš nestojí. Před ostatními šaržemi dává přednost obyčejné posádce, tráví mnohem více času s mechanikem Šroubem a dalšími.
Eso přijal nabídku pilotovat experimentální kosmický stroj zcela nového druhu - s možností průniku do jiných dimenzí a díky němu se dostal do reality s původní posádkou Červeného trpaslíka. Tady se střetne s Arnoldem Rimmerem, Kocourem, Listerem a Krytonem. Až na Rimmera, jenž na úspěchy svého klona nepokrytě žárlí, jej ostatní uznale obdivují. S Listerem se Eso blízce spřátelí, musí spolu opravit Kosmik, neboť Eso Rimmer vesmírné plavidlo při přeskoku dimenzemi ohrozil a došlo ke srážce. Poté Eso Rimmer pokračuje v pouti vesmírného hrdiny, navštíví mnoho vesmírů a setká se množstvím Rimmerových verzí. Když nemůže pokračovat dál, předává svou paruku a úděl další Rimmerově verzi, která se stává novým Eso Rimmerem. Předchozí verze je pohřbena na orbitě planety na neznámém místě vesmíru, kde odpočívají miliony dalších Eso Rimmerů, aby zde vytvořili prstenec z kapslí kolem planety (připomínající logo seriálu).
Oblíbená hláška Eso Rimmera zní: „Nachystejte mi uzenáče, na snídani jsem zpátky!“; a každý, kdo přijde do kontaktu s Esem reaguje v hlubokém obdivu „To je frajer!“
Nakonec se Eso Rimmerem stává i Arnold J. Rimmer (stane se tak v druhé epizodě sedmé série „Nachystejte květináče“). Eso Rimmer umírá a musí najít svého nástupce, vycvičit a připravit pro úlohu vesmírného hrdiny zbabělého Rimmera je téměř nadlidský úkol, nakonec se s přispěním Davida Listera podaří a Arnold J. Rimmer opouští posádku a odlétá.

### Arlene Rimmerová
Arlene Rimmerová je alternativní verze Arnolda Rimmera z paralelního vesmíru, kde mají ženy dominantní postavení. Během setkání s posádkou Červeného trpaslíka se neustále snaží sbalit svůj protějšek Arnolda Rimmera. Ten se tomu usilovně brání, Arlene mu připadá dotěrná a neatraktivní. Lister oponuje, že je to Rimmerova dokonalá ženská kopie.
Postavu ztvárnila herečka Suzanne Bertish, objevuje se pouze v závěrečné epizodě 2. série „Paralelní vesmír“.

### Šroub
Šroub je alter ego Davida Listera z vesmíru, odkud pochází Eso Rimmer, který jej touto přezdívkou oslovuje. Je ženatý s Kristinou Kochanskou a mají společně dva syny - Jima a Baxleyho. Je leteckým mechanikem, opravuje kosmické stroje pro piloty, mj. pro Eso Rimmera. Roli Šrouba hraje představitel Davida Listera Craig Charles.

## Ostatní členové posádky kosmické lodi Červený trpaslík

### Správce vězení Ackerman
Ackerman je přísný a bezohledný správce vězeňské sekce v 13. podlaží (zvaném „Tank“) se sadistickými sklony. Má jedno oko skleněné, to je mu v jeden moment ukradeno. Když mu Lister nakape do inhalátoru pentanol sodný (sérum pravdomluvnosti), Ackerman se zpozdí na schůzku s kapitánem Hollisterem a přizná se, že byl zaneprázdněn obšťastňováním ženy vědeckého důstojníka a nestihl se včas převléci z kostýmu Batmana. Lister poznamená, že by se více hodil kostým Tarzana, protože by zabral méně času na převlečení.
Postavu ztvárnil herec Graham McTavish, objevuje se pouze v 8. sérii.

### Katerina Bartikovsky
Postavu ztvárnila herečka Sophie Winklemanová, objevuje se v třídílné minisérii „Zpátky na Zemi“.

### Baxter
Baxter je vězeň - „kápo“ ve 13. podlaží Červeného trpaslíka a stejně jako část spoluvězňů člen jednotky kanárků, která je vysílána na nebezpečné mise. Během jedné mise se společně se Smrťákem zmocní časometu a díky neopatrné manipulaci s přístrojem se promění v gorily. Jindy mu Kryton ukradne načerno pálený alkohol a podstrčí jej Rimmerovi a Listerovi do kajuty jako pomstu, že si z něj Lister vystřelil. Tím ale vystaví oba do velkého nebezpečí, Baxter jim slibuje tvrdý trest.
Postavu ztvárnil herec Ricky Grover, objevuje se pouze v epizodách 8. série: „Pete“ a „Jenom sympaťáci...“.

### Kapitán Frank Hollister
Frank Hollister je kapitánem těžařské kosmické lodi Jupiterské důlní společnosti Červený trpaslík. V první sérii udílí Listerovi trest 18 měsíců stáze za propašování kočky na palubu. Během pobytu Listera ve stázi se stane nehoda s únikem radiace, palubní počítač Holly jej může ze stázové komory propustit až po 3 000 000 let (kdy míra radiace klesne na přijatelnou úroveň), celá posádka včetně Hollistera je mrtvá, zbyly po ní jen hromádky prachu. V 8. sérii je celá posádka obnovena nanoboty a vyjde najevo, že obézní Hollister se stal kapitánem díky falšování tajných záznamů a původním povoláním byl pekař.
Postavu ztvárnil americký herec Mac McDonald.

### Chen
Chen je jeden z Listerových nejlepších kamarádů. Pracuje v lodní kuchyni a když má volno, tak popíjí s Listerem, Petersenem a Selbym. Chen, Selby i Petersen zahynou při úniku radiace, Listerovi se pak nejednou stýská po společných akcích s kamarády. Všichni jsou obnoveni v 8. sérii nanoboty a Chen se Selbym jsou první lidé z posádky, které Lister spatří.
Postavu ztvárnil herec Paul Bradley.

### Nebb Knot
Stejně jako Ackerman i dozorce Nebb Knot má sadistické sklony. Zemře během kanárkovské mise na infarkt myokardu.
Postavu ztvárnil herec Shend, objevuje se pouze v 8. sérii.

### Lucas McClaren
Lodní psychiatr Červeného trpaslíka Lucas McClaren, který zkoumá Krytonovo rozpoložení a nakonec doporučí obnovení továrního nastavení - re-boot sanitárního androida. Kryton si totiž vypěstoval celou řadu lidských nešvarů.
Postavu ztvárnil herec Andy Taylor, objevuje se pouze v 8. sérii po obnovení posádky.

### Yvonne McGruderová
Yvonne McGruderová je lodní přebornicí v boxu a zároveň jedinou ženou, s níž měl Rimmer sex a krátký vztah. Lister se Arnoldovi posmívá, že to muselo být, když byla Yvonne v bezvědomí. V počítačové hře Lepší než život, jíž se Lister, Rimmer a spol. účastní se s ní Rimmer ožení a mají spolu spoustu dětí.
Postavu ztvárnila herečka Judy Hawkinsová, objevuje se v jediné epizodě 2. série „Lepší než život“.

### George McIntyre
George McIntyre je důstojník, který spáchal sebevraždu a byl vzkříšen počítačem (Hollym) do hologramové podoby. Na počest jeho vzkříšení z mrtvých se uspořádal banket, kde George děkuje všem přítomným a zároveň je napůl vážně, napůl z legrace varuje, že pokud zemře někdo další, nebude vzkříšen, protože Holly dokáže udržovat pouze jednu hologramovou projekci. Po havárii tepelného štítu lodi a úniku radiace je McIntyre vypnut a po 3 000 000 let jej nahradí v roli hologramu Arnold Rimmer, kterého Holly vzkřísí, aby dělal společnost Listerovi.
Postavu ztvárnil herec Robert McCulley, objevuje se pouze v 1. epizodě 1. série „Konec“.

### Karen Newtonová
Karen Newtonová je lodní lékařkou na palubě Červeného trpaslíka. Po obnovení lodi nanoboty se domáhá na kapitánovi Hollisterovi vysvětlení. Vezme jej do laboratoře a ukáže mu Kocoura (jenž v původní posádce nebyl - vyvinul se až po havárii tepelného štítu). Hollistera zaujme melodičnost Kocourova tepu a požádá Karen, aby mu ho stáhla na kazetu. Karen Newtonová je také v komisi, která zkoumá vinu či nevinu Listerovy skupinky.
Postavu ztvárnila herečka Kika Mirylees, objevuje se v 8. sérii.

### Olaf Petersen
Olaf Petersen je zásobovacím důstojníkem na Červeném trpaslíkovi původem z Dánska. Je to nejlepší přítel Davida Listera, zažili společně spoustu večírků, při nichž se notně opili. Dalšími kumpány z této skupinky jsou Chen a Selby. Jejich častou zábavou je vytváření naschválů Rimmerovi a parodování jeho osoby.
Postavu ztvárnil herec Mark Williams.

### Ptačí muž
Na Ptačího muže narazí Lister s Rimmerem, když jsou posláni kapitánem Hollisterem do vězeňské „díry“. Ptačí muž chová malého vrabce Peta a když je robík Bob z díry vysvobodí a Kryton použije časomet, vrabec zemře. Lister apeluje na Krytona, aby vrabce oživil, protože pro Ptačího muže znamenal mnoho. Kryton tak učiní, ale nyní se z vrabce stane obrovský teropod, který Ptačího muže sežere.
Postavu ztvárnil herec Ian Masters, objevuje se pouze v dvoudílné epizodě 8. série „Pete“.

### Selby
Selby je jeden z Listerových nejlepších kamarádů. Často tráví svůj volný čas popíjením s Listerem, Petersenem a Chenem. Selby s Chenem jsou první lidé z posádky, které Lister spatří poté, co posádku Červeného trpaslíka obnoví nanoboti.
Postavu ztvárnil herec David Gillespie.

### Smrťák
Smrťák (v anglickém originále Kill Crazy, skutečným jménem Oswald Blenkinsop) je psychopatický vězeň, jenž je posedlý zabíjením. Jako snad jediný z družstva kanárků se těší na každou novou misi doufaje, že bude moct někoho (nebo něco) zabít. Není obdařen velkou inteligencí, neboť se domnívá, že Tyrannosaurus používá k boji krátké přední končetiny. Své místo má v Baxterově partě, s nímž společně ukradnou Listerovi a jeho družině časomet, kterým se neopatrnou manipulací promění v gorily. Smrťák nikdy neviděl nahou ženu (až do vysílání programu Televize Kryton, která zveřejnila tajné natáčení nahých děvčat ve sprchách).
Postavu ztvárnil herec Jake Wood, objevuje se pouze v 8. sérii.

### Agnus Lionel Thornton
Agnus Lionel Thornton je velitelem bezpečnosti na lodi. Rimmer, který díky Listerovi získal přístup k tajným záznamům posádky Červeného trpaslíka jej kompromituje. Potřebuje se totiž dostat do simulační místnosti, kde hodlá smazat důkazy, že je zapletený do případu zneužití tajných informací. Rimmer mj. ví, že Thornton je obřezaný.
Postavu ztvárnil herec Karl Glenn Stimpson, objevuje se pouze v 8. sérii.

### Frank Todhunter
Frank Todhunter má dozor nad důstojnickými zkouškami, což z něj dělá neoblíbenou osobu u Arnolda Rimmera. Listerovi vysvětluje, jak funguje stázová komora. Frank Todhunter je také součástí příběhu Kristiny Kochanské, která jej Listerovi popisuje jako gaye z její dimenze, ačkoli je to ženatý muž a zároveň notorický sukničkář. Důvodem této mystifikace je její snaha rozptýlit Listera, aby jej přešly klaustrofobické stavy.
Postavu ztvárnil herec Robert Bathurst, objevuje se pouze v úvodní epizodě seriálu „Konec“.

### Velké maso
Velké maso je jeden z vězňů na 13. podlaží, kterého Kocour provokuje, aby jej Velké maso napadl a on byl odeslán na marodku. Kocour se neurvale vetře mezi něj a dalšího vězně a sebevědomě mu krade jídlo. Když to Velké maso zaregistruje, naštve se a vyhrožuje mu. Kocour se ale nenechá zastrašit a nebojácně argumentuje, že se situace mění, on bude teď nový „kápo“. Nato se Velké maso podřídí a souhlasí s tím, že bude Kocourovi dělat „čubu“.
Postavu ztvárnil herec David Verrey, objevuje se pouze v závěrečné epizodě 8. série „Jenom sympaťáci...“.

### Výtahová hosteska
Výtahová hosteska se objevuje na obrazovce palubního výtahu, kde informuje cestující o počtu pater a jak se chovat v případě nouze. Otevřeně sděluje, že v případě havárie výtahu čeká všechny jistá smrt a pokud někdo chce nahrát poslední vůli, pod sedadlem je rekordér. Nachází se tam i kyanidové kapsle pro případ urychlení konce. Poté hosteska demonstruje užití kapsle jedu a vzápětí umírá.
Postavu ztvárnila herečka Morwenna Banks, objevuje se ve 4. epizodě 2. série „Škvíra ve stázi“.

## Roboti a stroje

### Denti-bot
Denti-bot je na palubě Červeného trpaslíka robotickou náhradou stomatologa, objeví se ve 2. epizodě 10. série „Fathers and Suns“. Dave Lister jej dvakrát během krátké doby navštíví, ale vždy z křesla uteče. Od jeho bolavého zubu mu nakonec pomůže Kryton.
Hlas přístroji propůjčil herec Kerry Shale.

### Medi-bot
Medi-bot je na palubě Červeného trpaslíka robotickou náhradou lékaře, objeví se ve 2. epizodě 10. série „Fathers and Suns“. Dave Lister jej navštíví, aby s ním projednal určitá témata ohledně svého otcovství.
Hlas přístroji propůjčil herec Kerry Shale.

### Robíci
Robíci (anglicky The Skutters) jsou malí servisní roboti vysocí cca 60 cm s rukou se 3 pařáty a elektronickým okem, kteří se pohybují po palubách lodi Červený trpaslík na malých kolečkách. Vykonávají nekvalifikované práce jako např. zametání podlah či natírání stěn koridorů. Robíci nedokáží mluvit (vydávají pouze pípavé zvuky), přesto dokáží své pocity vyjádřit gestikulací (často posílají Rimmera někam). Jejich chování se velmi blíží lidskému (než by se u takových méně účelových robotů očekávalo); hrají si spolu na indiány a kovboje, sledují filmy atd.
V seriálu jsou zmíněni 4 robíci:
- Bob
- Bubla
- Madge
- Prcek

### Mluvící toustovač
Mluvící toustovač je dotěrný přístroj k opékání pečiva trpící tendencemi zavádět každý hovor k tématu opékání. Byl vyroben firmou Křápola s.r.o. Ačkoli patří Listerovi, svým vnucováním opečeného pečiva obtěžuje každého v dosahu. V první sérii vypadá jako standardní toustovač 70. let 20. století vyrobený z nerezové oceli a světelným kruhem na boku, který během jeho řeči bliká. V epizodě čtvrté série má nový design - červený plastový kryt s nápisem na boku „Talkie Toaster“.
Jeho neustálé vlezlé pobídky ke konzumaci toustů aj. pečiva přiměly Listera, aby vzal do ruky kladivo, toustovač rozdrtil a součástky vyhodil do odpadu. Kryton jej opravil, aby si ověřil možnost zvýšení IQ, což hodlá provést s Holly.
Mimo seriál vystupuje mluvící toustovač i v knižní předloze (konkrétně v knize Lepší než život), kde ho Holly oživí, aby si měl s kým popovídat, mezitím co je posádka uvězněná ve virtuální hře. Zde je to právě toustovač, jenž poté, co si prostuduje Hollyho manuál, poukáže na možnost obnovení IQ palubního počítače. Zároveň posléze poskytne posádce Červeného trpaslíka informaci, jak se vymanit z černé díry. Tuto informaci má od Hollyho, který mu ji sdělil krátce předtím, než se vypnul. Toustovač za informaci požaduje po posádce snězení velkého množství pečiva.
Ve dvou epizodách první série („Ozvěny budoucnosti“ a „Čekání na Boha“) propůjčil svůj hlas toustovači John Lenahan, ve čtvrté epizodě čtvrté série „Bílá díra“ přístroj namluvil David Ross (jenž si zahrál i roli Krytona v jeho titulní epizodě „Kryton“).

### Taiwan Tony
Taiwan Tony je výdejní automat na asijské jídlo, který se objeví ve 2. epizodě 10. série. Vyjadřuje se lehce nesrozumitelně.
Hlas automatu propůjčil herec Kerry Shale.

### Výdejní automat
Výdejní automat na čokoládu měl menší roli v poslední epizodě osmé série „Jenom sympaťáci...“. Když mu Rimmer ukradl bez placení čokoládovou tyčinku, spustil poplach, aby upozornil kapitána na krádež. Poplach nemá požadovaný účinek (uhrazení dluhu) a automat slibuje Rimmerovi pomstu. Na konci epizody se mu skutečně pomsta podaří, nejprve informuje Rimmera, že vzorec protilátky z paralelního vesmíru je mu k ničemu, neboť se z něj stal opět vzoreček viru a poté jej knokautuje k zemi vystřelenou plechovkou.
Výdejní automat na čokoládu namluvil Tony Slattery.

## Ostatní postavy

### Able
Able je android ze stejné série 4000 jako Kryton. Protože užívá otrozon, návykovou látku, na níž je závislý a která mu rozežírá spoje, trpí výpadky paměti. K otrozonu jej přivedlo zjištění, za jakých podmínek stvořila profesorka Mametová robotickou sérii 4000.
Abla drží v zajetí replikant na lodi Kentaur, vysvobodí jej až Lister a jeho kamarádi. Android však díky své neopatrnosti způsobí prozrazení polohy Kosmiku, čímž posádce připraví perné chvíle. V následujícím boji se zdá, že Kosmik podlehne útoku replikantem ovládaného Kentaura, ale Able se obětuje a v únikovém modulu zaplaví nepřátelskou loď negativním polem, následkem čehož je její destrukce.
Roli Abla hraje představitel Krytona Robert Llewellyn.

### Paní Bennetová a její dcery
Paní Bennetová a jejích 5 dcer Jane, Kitty, Lydia, Mary a Elizabeth jsou postavy ze softwaru virtuální hry z prostředí románu anglické spisovatelky Jane Austenové Pýcha a předsudek (oblíbeného tématu Kristiny Kochanské), který posádka Kosmiku najde na lodi Kentaur. Všichni z posádky se na umělou realitu těší, pouze Kryton se rozčiluje, protože připravil humra k výročí jeho záchrany z lodi Nova 5 a ostatní dají přednost hře. Snaží se účast svých přátel ve hře jakkoli narušit.
V rolích se představily tyto herečky:
- Vicky Ogden jako paní Bennetová
- Alina Proctor jako Jane Bennetová
- Catherine Harvey jako Kitty Bennetová
- Sophia Thierens jako Lydia Bennetová
- Rebecca Katz jako Mary Bennetová
- Julia Lloyd jako Elizabeth Bennetová

### Binks
Binks je členem posádky kosmické lodi Osvícení složené ze samých hologramů. Teleportuje se na palubu Kosmiku a provádí zde průzkum, přičemž se o členech Kosmiku vyjadřuje velmi nelichotivě. Lister kontruje a paroduje jeho hlášení na mateřskou loď. Když se Binksovo arogantní chování nemění, Lister sáhne k výhrůžkám a Binks urychleně žádá o transport na svou loď. 
Postavu ztvárnil herec Don Warrington, objevuje se v 1. epizodě 5. série „Hololoď“.

### Caroline Carmen
Caroline Carmen je žena z posádky kosmické lodi Leviathan, kterou odhalí členové Kosmiku zamrzlou v astroglaciálu. Jediné známky života vycházejí z těla Caroline (při životě ji udržuje vir Epidém). Lister Carmen dokonce dříve znal a chlubí se tím. Posádka Kosmiku vezme ledový blok s tělem Caroline na svoji palubu, kde roztaje. Carmen v noci přepadne Listera a nakazí jej smrtícím virem Epidémem.
Postavu ztvárnila herečka Nicky Leatherbarrow, objevuje se v jediné epizodě 7. série „Epidém“.

### Nirvana Crane
Nirvana Crane je hologramem na kosmické lodi Osvícení, jejíž posádka je složena pouze z arogantních hologramů s vysokým IQ. Rimmer prahne dostat se do takové společnosti a přemluví Krytona, aby mu aplikoval mozkový štěp, jenž má krátkodobě zvýšit jeho mentální schopnosti. Bude je potřebovat, neboť pro přijetí na palubu Osvícení musí podstoupit zkoušku inteligence a porazit náhodně vybraného člena posádky hologramové lodi. Tím vylosovaným členem je Nirvana Crane, se kterou se Rimmer velmi sblížil. Když zjistí, že soutěžil proti ní a vyhrál, čímž automaticky zaujme její místo na lodi a ona bude vypnuta, překvapivě projeví cit a místa na lodi se zřekne - tím jí daruje „život“.
Postavu ztvárnila herečka Jane Horrocks, objevuje se v 1. epizodě 5. série „Hololoď“.

### Simulantka Crawfordová
Simulantka Crawfordová je z hvězdoletu Columbus 3 teleportována společně s hologramem Howardem Rimmerem na palubu kosmické lodi Trojan poté, co Howard vyslal tísňové volání, které zachytil Arnold Rimmer a Kryton. Na Columbu 3 vypuklo povstání a přežil pouze Howard Rimmer a Crawfordová. Na Trojanu se simulantka zmocní zbraně a požaduje data od lodi a kvantovou tyč sloužící k pohonu. Právě ona se vzbouřila na Columbu 3 a teď hodlá osvobodit ostatní simulanty. Než je zneškodněna, stačí smrtelně postřelit Howarda Rimmera. Kocour jí zastrčí do krčního portu paměťové zařízení se souborem rozmrzelosti, jenž ji znehybní.
Postavu ztvárnila herečka Susan Earl, objevuje se v 1. epizodě 10. série „Trojan“.

### Epidém
Epidém je inteligentní umělý virus původně stvořený k léčbě nikotinové závislosti. Je schopen během 2 dnů zabít svého hostitele a poté čekat na příležitost přenosu na jinou osobu. Svou oběť dokáže udržet naživu do doby než se mu naskytne další. Virem Epidémem se nakazí David Lister, když posádka přenese z kosmické lodi Leviathan do Kosmiku nakaženou Caroline Carmen. Veškeré pokusy domluvit se s virem přes počítačový interface selžou a Listerovi reálně hrozí smrt. Přežije díky Kristině Kochanské, která dostane nápad, jak virus z Davidova těla vypudit.
Hlas viru propůjčil Gary Martin, objevuje se v jediné epizodě 7. série „Epidém“.

### Pan Filuta
Pan Filuta (anglický termín „Mr. Flibble“) je hologramový zlomyslný maňásek - tučňák. V epizodě „Karanténa“ si jej Arnold Rimmer nasadí na ruku a společně terorizují zbytek posádky. Rimmer se totiž nakazil hologramovým virem od doktorky Hildegarde Lanstromové, který mu dodal jednak zvláštní mentální schopnosti, jednak těžkou psychózu. Pan Filuta i Rimmer dokáží útočit pohledem. Při útoku jejich oči zrudnou a vyšlehnou z nich smrtící blesky.
Ačkoli se maňásek Filuta objevil pouze v jedné epizodě, stal se mezi fanoušky populární a objevuje se na oficiálních stránkách Červeného trpaslíka.

### Hector
Hector je manžel Kamily (ta je tzv. GELF na přání, tedy GELF, jenž má svému pánovi sloužit a působit potěšení). Přiletí si pro ni na Červeného trpaslíka v momentě, kdy Kamila koketuje s Krytonem.
Objevuje se pouze v 1. epizodě 4. série „Kamila“.

### Hudzen-10
Hudzen-10 je android, který pátrá po Červeném trpaslíku mnoho let, aby nahradil Krytona. Posádka kosmické lodi se však nechce svého oblíbeného Krytona vzdát a řekne Hudzenovi-10, aby opustil loď. Na to Hudzen-10 reaguje tím, že prohlásí jednotlivé členy posádky za vhodné cíle k zabití (nejsou dle jeho měřítek lidé). V následném souboji se jej podaří zpacifikovat, Kryton jej uvede do existenčního dilematu tvrzením, že neexistuje „křemíkové nebe“ (což má být naprogramovaná představa ráje pro roboty a stroje).
Postavu ztvárnil herec Gordon Kennedy, objevuje se pouze v závěrečné epizodě 3. série „Poslední den“.

### Inkvizitor
Inkvizitor je samoopravovací android, jenž postupně navštíví každou bytost v dějinách kosmu a podrobí ji soudu, zda vedla užitečný život. Aby byl soud spravedlivý, soudí každého jeho vlastní já. Když se osoba nedokáže obhájit, je vymazána z historie a nahrazena tím, komu nikdy nebyl dán dar života (neoplodněná vajíčka, spermie, jež neuspěly atd.). Jednoho dne se objeví i na palubě Červeného trpaslíka, jehož posádka s ním svede urputný boj. Listerovi a Krytonovi hrozí vymazání, společnými silami se podaří androida - samozvaného vykonavatele spravedlnosti - eliminovat.
Postavu ztvárnil herec Jack Docherty, objevuje se ve 2. epizodě 5. série „Inkvizitor“.

### Kassandra
Kassandra je počítač kosmické lodi SSS Silverberg ležící na dně oceánu, který dokáže určit budoucnost s přesností na 100 procent. Z Červeného trpaslíka je k lodi vyslána jednotka kanárků, většina členů zahyne. Mezi kanárky jsou i Lister, Kryton, Kocour, Kochanská a Rimmer. Kassandra se chce pomstít Listerovi, protože ví, že ji záhy zabije.
Postavu ztvárnila herečka Geraldine McEwanová, objevuje se v jediné epizodě 8. série „Kassandra“.

### Kněz kočičí rasy
Kočičí kněz je jediným zástupcem své rasy Felis Sapiens, která se na Červeném trpaslíku během 3 000 000 let vyvinula z kočky domácí (byla jí na počátku Listerova kočka Frankenstein, kterou Dave propašoval na palubu, za což dostal trest 18 měsíců ve stázi).
Nyní slepý kočičí kněz byl Kocourovým učitelem a opatrovníkem poté, co jeho rodiče zemřeli, avšak Kocour se raději toulal po palubách kosmické lodi. Kněz byl zbožným vyznavačem kočičího náboženství, ale když kočičí rasa opustila Červeného trpaslíka a vypravila se do kosmu hledat bájný Fušál (dle legend kočičí ráj), ztratil svou víru.
Krátce před knězovým skonem se objeví Lister a odhalí pravdu o kočičích legendách - on je tím bohem Cloisterem, který dovede kočičí lid do Fušálu. Kněz se kaje za ztrátu své víry a za své selhání, Lister jej ujišťuje, že neselhal. Slíbí mu cestu na Fušál. Kočičí kněz umírá s klidem v duši. Jeho poslední slova jsou: „To je nejšťastnější den mého...“
Postavu ztvárnil herec Noel Coleman, objevuje se pouze ve 4. epizodě 1. série „Čekání na Boha“.

### Dr. Hildegarde Lanstromová
Dr. Hildegarde Lanstromová je hologramem na základně jedné zasněžené planety, kde přistane posádka Kosmiku, aby provedla průzkum. Všichni kromě Rimmera ji chtějí přijmout do svých řad, protože je lékařkou a její znalosti by se mohly hodit. Rimmer nesouhlasí z prostého důvodu, protože je také hologramem a Holly dokáže projektovat pouze jediný hologram, byl by vypnut. Doktorka Lanstromová nakazí Rimmera hologramovým virem, jenž dělá ze svých obětí šílené bytosti schopné útočit blesky z očí. Poté umírá.
Právě doktorka Lanstromová objevila dva pozitivní viry - virus štěstí a virus sexuální přitažlivosti, které sehrají roli v pozdějších událostech 8. série.
Postavu ztvárnila herečka Maggie Steedová, objevuje se ve 4. epizodě 5. série „Karanténa“.

### Legie
Legie je entita složená z více osobností. Přežívá na vesmírné stanici, kde dříve probíhal utajený výzkum s kolektivním vědomím. Posádka Kosmiku (Rimmer, Lister, Kocour a Kryton) se s ní setká, když Legie přitáhne jejich kosmické plavidlo na stanici. Zpočátku se projevuje přátelsky a pohostinně (Listerovi vyoperuje apendix, Rimmerovi převede světelnou včelku z měkkého světla na tvrdé, což výrazně zkvalitní jeho existenci atd.), později však vyjde najevo, že si ze svých hostů hodlá udělat zajatce. Kryton záhy zjistí, jak se věc má. Legie potřebuje společnost živých bytostí, protože její samotná existence je na nich životně závislá. Posádce se díky Krytonovu nápadu podaří Legii uniknout. 
Postavu ztvárnil herec Nigel Williams, objevuje se ve 2. epizodě 6. série „Legie“.

### Profesorka Mametová
Profesorka Mametová je robotička, která stvořila sérii 4000 (z níž pochází Kryton a Able). Když byla mladá, zamilovala se a její snoubenec ji těsně před svatbou opustil. Z pomsty vytvořila sérii androidů, jejichž vzhled se měl jejímu bývalému snoubenci podobat a měl budit posměch (posádka Červeného trpaslíka se Krytonovi za jeho vzhled skutečně často posmívá). Kryton se tento příběh dozví v epizodě „Žádná legrace“ od replikanta. V epizodě „Psirény“ na sebe vezme jedna z psirén podobu profesorky Mametové, aby získala nad Krytonem nadvládu.

### Mindrák
Mindrák je zhmotněná Listerova halucinace, která na sebe bere podobu jeho komplexů. Oponuje Sebevědomí (druhé zhmotněné halucinaci) a snaží se Listera vždy shodit a ponížit. Mindrák po čase zmizí. 
Postavu ztvárnil herec Lee Cornes, objevuje se pouze v 5. epizodě 1. série „Sebevědomí a Mindrák“.

### Parafíni
Parafíni jsou voskoví androidi na jisté planetě (kdysi sloužila jako obrovský zábavní park), kteří přerušili svůj naprogramovaný cyklus. Od té doby vedou mezi sebou válku. Dělí se na „dobré“ a „zlé“. Parafíni na straně zla získávají postupně převahu. Když se na planetě objeví Rimmer, vycítí příležitost dokázat si své „schopnosti“ a postaví se do čela „dobrých“ parafínů. Hodlá z nich vycvičit tvrdé vojáky, nicméně již během výcviku se několik androidů způsobenou námahou roztaví. Válka kvůli Rimmerově iniciativě skončí vyhlazením všech parafínů na planetě.
Herci v rolích parafínů:
| - Clayton Mark jako Elvis Presley - Martin Friend jako Albert Einstein - Stephen Tiller jako Pythagoras - Jack Klaff jako Abraham Lincoln - Forbes Masson jako Stan Laurel - Michael Burrell jako Papež Řehoř00 - Roger Blake jako Noel Coward | - Pauline Bailey jako Marilyn Monroe - Charles Reynolds jako Mahátma Gándhí - Ray Chaney jako František z Assisi - Alice De Mallet De Donas jako britská královna Viktorie - Jeremy De Satge jako Jean-Paul Sartre - Loraine Farraro jako Matka Tereza | - Leonard Ten-Pow jako Dalajláma - Kenneth Hadley jako Adolf Hitler - Tony Hawks jako Caligula - Raymond Martin jako Joseph Goebbels - Robert Smythe jako Hermann Göring - Stephen Micalef jako Grigorij Jefimovič Rasputin |

### Kapitán Platini
Hercule Platini je kapitánem kosmické lodi Osvícení složené ze samých hologramů. Informuje Rimmera, že pokud se chce stát členem posádky, musí soutěžit s jedním vylosovaným členem a porazit ho v inteligenčním testu. Platini má IQ 212.
Postavu ztvárnil herec Matthew Marsh, objevuje se v 1. epizodě 5. série „Hololoď“.

### Pree
Pree je palubní počítač (podobně jako Holly), kterého si posádka Červeného trpaslíka přinesla z neznámé opuštěné kosmické lodi a nainstalovala jej. Při instalaci vybere Rimmer ženské pohlaví. Pree disponuje prediktivní funkcí chování, tzn. dokáže podle minulých činů přesně odhadnout budoucí činy jednotlivců. Po instalaci toho začne okamžitě využívat. Opraví palubu B, ale udělá to Rimmerovým způsobem (velmi nekvalitně), vypudí Listera z lodi poté, co zrušil vlastní registraci a pak hodlá navigovat Červeného trpaslíka se zbytkem posádky přímo do nejbližšího slunce. Dave Lister se dokáže vrátit na loď a v poslední chvíli Pree přesvědčí, aby se sama odinstalovala.
Postavu ztvárnila herečka Rebecca Blackstone, objevuje se v 2. epizodě 10. série „Fathers and Suns“.

### Nataša Puškina
Nataša Puškina je členem kosmické lodi Osvícení, jejíž posádku tvoří pouze hologramy s vysokým IQ. Její IQ je 201.
Postavu ztvárnila herečka Jane Montgomery, objevuje se v 1. epizodě 5. série „Hololoď“.

### Replikanti
Replikant je uměle vytvořená bytost humanoidního vzhledu, která pohrdá lidmi a vším co je připomíná. Jejich největší zábava je zabíjení a mučení lidí, přičemž toto mučení prodlužují na nejdelší možnou dobu, třeba i celá desetiletí. Dle Krytona je hlavním rozdílem mezi androidy a replikanty to, že: „Android by nikdy člověku neurval hlavu a nenaplival mu do krku.“ Replikanti jsou skoro nezničitelní a vydrží palbu z bazukoidů na blízkou vzdálenost jen s minimálním poškozením. V seriálu se objeví několik replikantů, např. replikant z kosmické lodi Kentaur a replikant z trestanecké kolonie. V epizodě „Pistolníci z Apokalypsy“ se posádka Kosmiku střetne s kosmickou lodí pilotovanou replikanty.

### Replikant z kosmické lodi Kentaur
Replikant (anglický termín je „simulant“) obývající kosmickou loď Kentaur má spojence z klanu Kinitawowi. Na loď Kentaur se vydává posádka Kosmiku, aby zde nalezla náhradní hlavy pro Krytona a narazí zde na replikanta a později na dalšího sanitárního androida série 4000 Alba, kterého replikant drží v zajetí. Able se nakonec výrazným způsobem přičiní o likvidaci replikanta a zkázu celé lodi Kentaur.
Postavu ztvárnil herec Don Henderson, objevuje se v 6. epizodě 7. série „Žádná legrace“.

### Replikant z trestanecké kolonie
Dalším replikantem, se kterým se hoši z Trpaslíka setkají je android-desperát, který uprchl v záchranném modulu z trestanecké kolonie. Posádka Trpaslíka modul zachytí a Lister s Kocourem spustí rozmrazovací proces, protože se domnívají, že uvnitř je žena - jistá Barbara Bellini. Krvežíznivý replikant po rozmražení posádku ohrožuje, ta se před ním ukryje v Poli spravedlnosti, které se nachází v trestanecké kolonii. V pozdějším souboji replikanta s Listerem se replikant odrovná sám, protože v Poli spravedlnosti není možné spáchat jakýkoli zločin.
Postavu ztvárnil herec Nicholas Ball, objevuje se ve 3. epizodě 4. série „Spravedlnost“.

### Howard Rimmer
Howard Rimmer je starší bratr Arnolda Rimmera. V dětství mu (a druhému bratrovi Frankovi) Arnold často sloužil jako terč posměchu a šikany. Protože on i Frank byli bystří a učenliví chlapci s dobrými výsledky, byli rodiči dáváni Arnoldovi za vzor. Ten se s tím nedokázal nikdy smířit a ačkoli na svá dětská léta občas vzpomínal s nostalgií, jejich úspěchy ho sžíraly. Oba se dali do služeb Vesmírného sboru a stali se důstojníky, dosáhli hodnosti, po jaké vždy toužil Arnold Rimmer.
V epizodě „Trojan“ se Howard se svým mladším bratrem střetne. Howard je hologramem na kosmické lodi Columbus 3 a vyšle tísňové volání, které zachytí Arnold s Krytonem na palubě kosmické lodi Trojan. Když je pak zachráněn a teleportován na Trojana, nevěří vlastním očím, že to Arnold dotáhl na kapitána. Netuší, že to Arnie pouze předstírá. Během střetnutí s ozbrojenou simulantkou Crawfordovou je zasažen a „umírá“. Ještě předtím se Arnoldovi svěří, že nebyl nikdy kapitánem, ale pouze opravářem automatů (totéž povolání jako Arnold). Po jeho holosmrti obdrží Platinovou hvězdou statečnosti - nejvyšší vyznamenání Vesmírných sborů. Navíc je navrženo, aby se Červený trpaslík přejmenoval na SS Howard Rimmer.
Postavu ztvárnil herec Mark Dexter, objevuje se v 1. epizodě 10. série „Trojan“.

### Rimmerova matka
Rimmerova matka se vyskytuje v seriálu vícekrát, Arnold ji občas vzpomene. V epizodě „Polymorf“ ji láskyplně popisuje jako upjatou strohou ženu, která nemá čas na zbytečnosti. Polymorf chce vysát Rimmerovu emoci, promění se v Rimmerovu matku (hraje ji Kalli Greenwoodová) a předstírá soulož s Listerem (kterému polymorf vysál strach). Holly opakovaně upozorňuje Rimmera, že je to jen trik jak jej rozzuřit, ale Arnold na to nereaguje a nechá se vytočit. Polymorf slaví úspěch.
V epizodě „Jiná dimenze“ je vykreslena jako žena, které leží na srdci dobrý prospěch syna ve škole, ale je necitlivá k jeho potřebám a pocitům (poučuje mladého Arnolda o jeho špatných školních výsledcích, zatímco on visí hlavou dolů poté, co si z něj starší bratři Frank a Howard udělali houpačku).

### Sebevědomí
Mužská postava Listerova sebevědomí je jeho zhmotněná halucinace - opak Mindráku. Přesvědčuje Davida, že je nejlepší a cokoli si usmyslí, také lehce zvládne. Lister na něj dá a málem za to zaplatí životem, když jej v kosmu Sebevědomí přesvědčuje, že nepotřebuje ochrannou přilbu. Sebevědomí si ji před Listerem na podložení vlastních slov sundá a exploduje. 
Postavu ztvárnil herec Craig Ferguson, objevuje se pouze v 5. epizodě 1. série „Sebevědomí a Mindrák“.

### Lisa Yatesová
Lisa Yatesová je dívka, se kterou chodil v mládí Dave Lister, ještě když žil v Liverpoolu. Byli do sebe zamilovaní, ale Dave ji opustil, protože se nechtěl ještě vázat a chtěl si užít. Lister pak na palubě Červeného trpaslíka krátce po výročí Rimmerovy smrti nahraje své vzpomínky na Lisu do Rimmerovy holografické jednotky, čímž si Arnold myslí, že s ní chodil. Lister to udělal proto, že už se nemohl dívat na to, jak se Rimmer lituje, že ho nikdo nemá rád. Rimmer tak díky tomu pozná, co je to zažít lásku, ale také a především, co je to lásku ztratit (protože pak vyjde najevo, jak to ve skutečnosti bylo). Rimmer nechce cítit bolest a tak trvá na výmazu paměti - pro všechny členy posádky (aby mu to nemohli připomenout).
Postavu ztvárnila herečka Sabra Williams, objevuje se pouze v 3. epizodě 2. série „Díky za tu vzpomínku“.

## GELFové
Akronym GELF (Genetically Engineered LifeForm) znamená geneticky upravenou životní formu.

### Kamila
Kamila je GELF na přání, tedy GELF, jenž má svému pánovi sloužit a působit potěšení. V její přirozené podobě vypadá jako 1,5 m vysoká hromada slizu s jedním chapadlem s okem na konci. Tato forma GELFů ovládá telepatii, dokáže vytvořit iluzi čehokoli, co si lidé přejí. Je neagresivní.
Když se Kamila setkala s posádkou Červeného trpaslíka, každý jednotlivý člen ji viděl jako někoho jiného.
Kamila nejprve potkala Krytona, před nímž vypadala jako ženská verze vylepšené série androidů 4000 GTi. Před Rimmerem na sebe vzala podobu ženského hologramu a Arnold se jí začal ihned dvořit. Že se jedná o GELFa na přání odhalí až Lister, jemuž je podezřelé, že dívka, kterou vidí Rimmera ignoruje, ale on přesto pokračuje v hovoru. Když se s ní setká Kocour, díky své ješitnosti vidí sám sebe.
Kamila poté odhalí svou pravou slizovitou podobu. Krytona to přesto neodradí, aby si s ní smluvil rande v lodním baru Papoušek. Románek trvá do chvíle, než se objeví GELF jménem Hector a žádá Kamilu zpět. Ačkoli ta chce zůstat s Krytonem, ten ji nabádá, aby se vrátila za svým partnerem. Závěr připomíná vyvrcholení amerického filmu z roku 1942 Casablanca.
Objevuje se pouze v 1. epizodě 4. série „Kamila“.

### Kinitawowi
Kinitawowi je rasa humanoidních GELFů. Tito GELFové se mírně podobají orangutanům, mají hnědooranžové kožichy a bradavice. Kryton konstatuje, že někteří GELFové mají řitní otvor v obličeji, takže je pro ně dotek na tváři velmi urážlivý. Jejich těla jsou velmi odolná, zásah z bazukoidů je pouze omráčí.
Kinitawowé byli původně určeni k navigaci kosmických lodí. Shlukují se do kmenů a vedou primitivní život na různých měsících a asteroidech. Jejich území bývá ohraničeno gigantickými skálami či asteroidy často ve tvaru lidské lebky.
Rimmer zmíní staré pověsti o lidech, kteří zabloudili na jejich území a byli staženi zaživa z kůže, která pak byla použita jako potah na sedačky. I přesto lze Kinitawowi považovat v rámci GELFů za přátelskou rasu, neboť občas nezabijí cizince ihned (jako ostatní GELFové). Cizinec, který se setká s Kinitawowi a není okamžitě stažen z kůže si může gratulovat, že se mu dostalo vřelého přijetí.
Obydlí v jejich vesnicích připomínají africké chýše. Posádka Červeného trpaslíka se s Kinitawowi poprvé setká, když je v nouzi a potřebuje doplnit vybavení, konkrétně kyslíkovou jednotku. Kinitawowé souhlasí, ale na oplátku požadují Listera jako manžela pro dceru náčelníka. Ten si ji sice vezme za ženu, ale poté uprchne. Rozzuřený náčelník pošle za hochy z Trpaslíka polymorfa a následně uspořádá trestnou výpravu. Je vypraven kosmický bitevní křižník, který zaútočí na Kosmik v momentě, kdy se posádka spojí se svými protějšky z alternativní dimenze.

### Polymorf
Polymorf je organismus, který dokáže měnit tvar a vzít na sebe podobu čehokoliv. Živí se negativními emocemi. Původně byli polymorfové navrženi k bojovým akcím, měli působit chaos v řadách nepřítele, později zmutovali a jejich tvůrci nad nimi ztratili kontrolu. Dokáží sát emoce i z androidů a hologramů, dokonce se dokáží fyzicky dotknout hologramů na měkké světlo.
Emocuc (anglický termín „Emohawk“) je polymorf, který vypadá jako velký pták. Jde o domestikovaného polymorfa, jenž je v mládí vykastrován a kterého Kinitawowé využívají. Emoce, které tito tvorové vysají, jsou ceněnou komoditou mezi Kinitawowi. Posádka Trpaslíka se s polymorfem setká třikrát.

### Psirény
Psirény jsou GELFové, kteří dokáží telepaticky pozměnit vnímání lidí, aby jim mohli vysát brčkem mozek z hlavy. V jejich přirozené podobě jsou podobní hmyzu, vypadají jako obří brouci cca 2 m vysocí s  tuhým krunýřem. Jejich pojmenování a způsoby jsou podobné Sirénám z řecké mytologie.